# Peptična razjeda
Peptična razjeda oz. peptični ulkus je razjeda sluznice želodca (želodčna razjeda, tudi čir na želodcu), dvanajstnika (razjeda dvanajstnika) ali spodnjega dela požiralnika (razjeda požiralnika), in sicer zaradi delovanja kislega želodčnega soka.
Pri razjedi dvanajstnika sta najpogostejša simptoma nočno prebujanje zaradi bolečine v zgornjem delu trebuha in bolečina v zgornjem delu trebuha, ki se omili po zaužitju hrane. Pri razjedi želodca se lahko bolečina po zaužitju hrane poslabša. Bolniki bolečino pogosto opišejo kot pekočo ali topo. Drugi simptomi zajemajo še spahovanje, bruhanje, izgubo telesne teže in neješčnost. Okoli tretjina bolnikov je brezsimptomnih. Med možne zaplete spadajo krvavitev iz prebavil, predrtje stene prebavil in zapora želodčnega izhoda. Do krvavitev pride pri okoli 15 % bolnikov.
Pogosta vzroka sta okužba z bakterijo Helicobacter pylori in uporaba nesteroidnih protivnetnih zdravil. Manj pogosti vzroki so kajenje, stres zaradi hujše bolezni, behcetova bolezen, zollinger-ellisonov sindrom, crohnova bolezen in jetrna ciroza. Ob uporabi nesteroidnih protivnetnih zdravil so za nastanek peptične razjede bolj dovzetni starejši ljudje. Na diagnozo se praviloma posumi na osnovi prisotnih simptomov, potrdi pa se z endoskopskim pregledom ali s slikanjem s kontrastnim sredstvom (običajno z barijem). Okužba s H. pylori se lahko dokaže s krvnim testom na protitelesa, dihalnim testom s sečnino, testiranjem blata ali z endoskopskim vzorcem. Druge bolezni, ki lahko povzročajo enake ali podobne simptome, so rak želodca, koronarna bolezen srca, gastritis (vnetje želodčne sluznice) in vnetje žolčnika.
Prehrana nima bistvenega vpliva na nastanek razjede ali na preprečevanje njenega nastanka. Zdravljenje lahko vključuje prenehanje kajenja, uživanja alkohola, uporabe nesteroidnih protivnetnih ali drugih zdravil ter uporabo zdravil za zmanjšanje kislosti želodčnega soka. Za zmanjšanje kislosti želodčnega soka se uporabljajo predvsem zaviralci protonske črpalke in zaviralci histaminskega receptorja H2 in običajno se priporoča štiritedensko zdravljenje. Pri razjedah, ki jih povzroča okužba s H. pylori, se uporablja kombinirano zdravljenje antibiotikov (amoksicilin + klaritromicin) in zaviralca protonske črpalke. Takšno zdravljenje ni vedno učinkovito, zlasti ker se čedalje pogosteje pojavlja odpornost proti antibiotikom. Krvavitve iz razjed običajno zahtevajo endoskopski poseg, če pa le-ta ni uspešen, pa je lahko potreben tudi odprt poseg.
Peptične razjede so prisotne pri okoli 4 % svetovnega prebivalstva. Leta 2015 so po ocenah v svetu novo peptično razjedo odkrili pri 87,4 milijonih bolnikov. Tekom življenja se peptična razjeda pojavi pri okoli 10 % prebivalstva. Zaradi peptične razjede je leta 2015 umrlo 267.500 ljudi (število upada, saj je leta 1990 bolezen zahtevala okoli 327.000 smrti). Prvi zapis o predrtju peptične razjede sega v leto 1670, in sicer pri princesi Henriki Angleški. Konec 20. stoletja sta Barry Marshall in Robin Warren ugotovila, da velik delež peptičnih razjed povzroči okužba s H. pylori in za to prejela Nobelovo nagrado leta 2005.